# 치라운
치라운(몽골어: ᠴᠢᠯᠠᠭᠤᠨ Čilaγun, Чулуун, ? ~ 1232년?)은 몽골의 장군으로 칭기즈 칸의 사준 중 한 명으로 쓰르다스 씨족 사람이다. 티라운, 치라군이라고도 한다. 젊은 시절의 테무친이 타이치우드족으로부터 쫓길 때, 테무친을 도와주어 그의 큰 신뢰를 얻었다. 후에 칭기즈칸의 수하가 되어 천호장에 임명되었으며 오고타이 때 금나라를 정벌하러 가다가 전사하였다.

## 치라운의 생애
1176년 치라운은 테무친이 타르구타이와 타이치우드족에게 쫓길 때 아버지 소르칸 시라, 형 침바이와 함께 테무친을 숨겨주어 테무친의 큰 신뢰를 얻고 그와 친우의 관계를 맺었다. 후에 1201년 칭기즈칸의 수하가 되어 사준 중 한 명이 되고 1206년 그의 아버지와 함께 천호장에 임명되었다. 그러다 오고타이 때 금나라를 정벌하는 도중에 전사하였다. 그의 자손들은 원조 4대 권문세족이 되어 부귀영화를 누렸다.

## 같이 보기
- 추판
- 사준사구
- 보오르추
- 무칼리
- 보로클
- 제베
- 젤메
- 수부타이
- 쿠빌라이